# Hydrodynamická převodovka

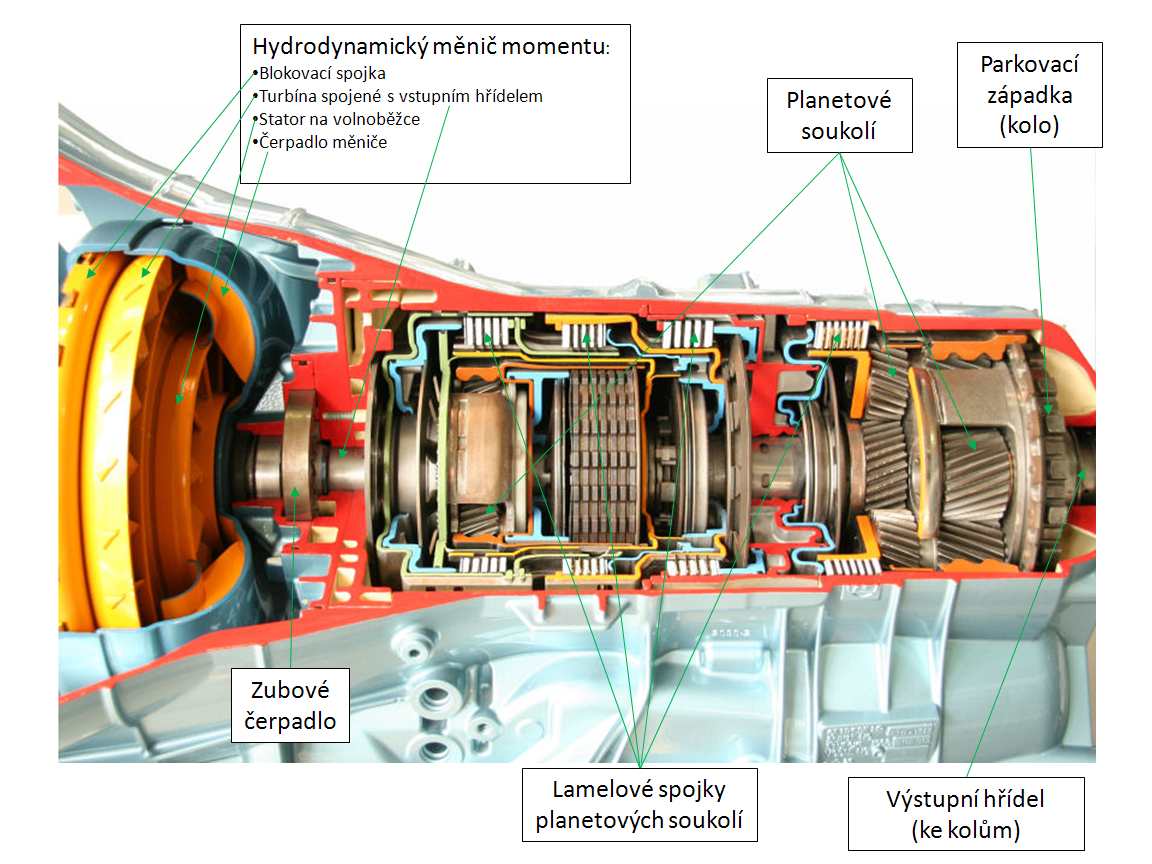
Šestistupňová automatická hydrodynamická převodovka ZF 6HP26

Hydrodynamická automatická převodovka je nejrozšířenějším druhem automobilní automatické převodovky. Skládá se z hydrodynamického měniče a planetových soukolí. Řazení probíhá pomocí lamelových spojek a brzd, které umožňují kombinací planetových soukolí dosahovat různých převodových poměrů. Převodovka bývá vybavena parkovací západkou.

## Technický popis hydrodynamické převodovky
Hlavní součásti hydrodynamické převodovky jsou:
- Hydrodynamický měnič momentu, který umožňuje plynulý rozjezd vozidla (v podstatě nahrazuje třecí spojku), současně tlumí vibrace způsobené motorem a rázy vzniklé řazením převodových stupňů. Tyto výhody jsou způsobeny tím, že měnič sám nedokáže zajistit pevné spojení motoru s převodovkou. Skládá se z:
  - Čerpadla pevně spojeného se setrvačníkem spalovacího motoru
  - Statoru na volnoběžce
  - Turbíny spojené s vstupním hřídelem převodovky
  - Oleje — Mezi těmito součástmi se nachází olej. Motor je spojený s čerpadlem (což není žádné klasické čerpadlo na vodu, spíše jen takové kolo s různými kanálky/lopatkami/drážkami.) Když se nastartuje motor, čerpadlo se roztočí a jeho pohyb vyvolá usměrněný pohyb oleje, který se přenáší na lopatky turbíny a tím na ni tlačí.
  - Blokovací spojky — U moderních vozidel je kvůli snížení spotřeby paliva v určitých fázích jízdy měnič vyřazen z činností klasickou lamelovou spojkou, která mechanicky přemostí měnič momentu a nedochází tedy k prokluzu mezi čerpadlem a turbínou. Tato situace nastává, pokud se otáčky čerpadla a turbíny shodují. K spínání přemosťovací spojky může v závislosti na způsobu jízdy docházet velmi často.
- Zubového čerpadla (neplést s čerpadlem v měniči) — Úkolem tohoto čerpadla je:
  - Zajistit cirkulaci oleje v měniči a převodovce.
  - Natlakovat hydraulický systém převodovky a tím umožnit automatické řazení
- Hydraulického bloku (Mechatroniky), který bývá zpravidla k nalezení vespod převodovky. V dnešních skříních je hydraulický blok často řízen elektronicky. Jeho úkolem je:
  - Řadit jednotlivé převodové stupně
  - Zajišťovat mazání ozubených kol
  - Zajišťovat průtok oleje hydrodynamickým měničem a jeho případné přemostění spojkou
- Parkovací západky — U převodovek vybavených hydrodynamickým měničem momentu není možné zajistit odstavené vozidlo proti pohybu zařazením rychlostního stupně. Tato nevýhoda bývá odstraněna parkovací západkou — speciálním železným kolem s pravidelně umístěnými výřezy, do nichž zapadá speciální zub, který převodovku a tím i vozidlo zcela zablokuje. Parkovací západka je aktivována zvolením polohy P na volící páce.
- Převodové skříně (zpravidla planetové) s jednotlivými rychlostními stupni.

## Provoz převodovky
Z měniče momentu se točivý pohyb přenáší do převodové skříně a odsud na hnané nápravy s koly.
Hydrodynamický měnič umožňuje prokluz, motor se (společně s čerpadlem měniče) může otáčet na volnoběh a pokud je vozidlo zabrzděno, turbína stojí. Z turbíny se olej vrací přes stator zpět do čerpadla. Stator bývá přichycen ke skříní převodovky volnoběžkou. Pokud je rozdíl mezi otáčkami čerpadla a turbíny velký, proud oleje působí na kolo statoru tak, že volnoběžka je zablokována a stator skutečně stojí. Dochází tak ke zvětšení (násobení) kroutícího momentu.
Pokud převodovka zařadí rychlost a řidič k uvolní brzdu, turbína přestane být blokována, pohybem oleje se roztočí a přes převodovku pohání kola. V tomto režimu hydrodynamický měnič prokluzuje (otáčky čerpadla měniče jsou podstatně větší než otáčky turbíny) a točivý moment motoru je měničem násoben. Pokud řidič přidá plyn, čerpadlo se roztočí rychleji a pohyb oleje postupně urychlí turbínu, až se otáčky téměř (avšak pouze téměř) vyrovnají. V tomto režimu pak proud oleje v měniči začne působit opačným směrem, volnoběžka statoru se uvolní a hydrodynamický měnič se začne chovat jako hydrodynamická spojka. (Otáčky čerpadla a turbíny téměř vyrovnají a moment motoru není násoben)
Pokud jsou otáčky motoru (a tím i čerpadla) příliš vysoké, aktivuje se mechanizmus, který v převodové skříni zařadí vyšší stupeň, což vede ke snížení otáček čerpadla. Řazení rychlostí je možné díky lamelovým spojkám a brzdám, které spojují jednotlivá soukolí a umožňují volit různé převodové poměry. Planetová převodovka umožňuje řazení bez přerušení toku výkonu. Jednotlivé rychlosti jsou na sobě závislé.
Díky „pružnosti“ olejového přenosu otáček se otáčky čerpadla a motoru nesníží okamžitě, ale asi během 0,5 s až 1 s, přitom motor po celou dobu řazení „táhne“. (Na rozdíl od mechanického manuálního řazení, kde řidič sešlápne spojku, tím odpojí zcela motor od převodovky a mezitím s převodovkou řadí.)
Hydrodynamická převodovka umožňuje i opačný pohyb – brzdění motorem – turbína naopak pohání čerpadlo a roztáčí motor.

## Druhy
- hydrodynamická – základní druh s jednoduchým hydrodynamickým měničem.
- hydrodynamická s uzamykáním – umožňuje uzamčení hydrodynamického měniče blokovací spojkou, tj. pevné propojení čerpadla a turbíny (po uzamčení má vozidlo mírně nižší spotřebu, mírně vyšší výkon a nelze přeřadit rychlostní stupeň). Uzamčení je provedeno automaticky programem v závislosti na jízdních podmínkách a ovladačích (plyn, rychlostní stupeň …).[zdroj?]
- hydromechanická – je poněkud pozměněná obdoba hydrodynamické, používala ji hlavně železniční vozidla. [zdroj?]

## Výhody hydrodynamických automatických převodovek
- Umožňují provoz vozidla bez nutnosti manuální volby rychlostních stupňů
- Zajišťují plynulý a hladký rozjezd bez nutnosti ovládat pedál spojky
- Přeřazení probíhá bez přerušení toku výkonu, jízda je v porovnání s manuální převodovkou neobyčejně hladká a plynulá
- V kolonách lze vozidlo řídit pouze pedálem brzdy, protože vůz s automatickou převodovkou se po uvolnění brzdového pedálu pomalu rozjede
- Šetří motor (neumožňují „podtáčení“ nebo „přetáčení“ motoru, stejně tak nedovolí zařadit špatný převodový stupeň)
- Mnohastupňové převodovky (ZF 8HP) nabízejí menší přeskoky mezi rychlostmi a velký celkový převodový poměr (snižující hlučnost a spotřebu, zejména na dálnici)

## Nevýhody hydrodynamických automatických převodovek
- Nižší účinnost a z ní plynoucí vyšší spotřeba. Ta je způsobena:
  - Použitím hydrodynamického měniče, který je podstatně méně učinný než manuální spojka.
  - Nutnosti neustálého pohonu zubového čerpadla k udržení komplikovaného hydraulického systému pod tlakem.
- Veliká komplikovanost ve srovnání s manuální převodovkou.
- Nižší spolehlivost je důsledkem komplikovanosti a často také zanedbané údržby. Ač výrobci často deklarují olej v převodovce jako „doživotní“, experti doporučují provádět výměny každých 30 000 – 80 000 kilometrů.[1]
- Vyšší cena.
- Vyšší finanční náročnost oprav. Jelikož je automatická převodovka komplikovaným zařízením, často vyžaduje mnohem kvalifikovanějšího mechanika-specialistu a ceny náhradních dílů bývají vyšší v porovnání s tradiční manuální převodovkou.
- Nutnost chlazení – Vzhledem k prokluzu měniče momentu se olej, který v něm cirkuluje, zahřívá. Dlouhodobý provoz s přehřátým olejem by způsobil rychlé poškození měniče. Proto jsou automatické převodovky vybaveny chladiči převodového oleje, který bývá oddělenou částí chladiče motoru. Provozní teplota převodového oleje je cca 80–90 °C.